# 7186 Tomioka
7186 Tomioka (1991 YF) là một tiểu hành tinh vành đai chính.